# André Gorz
André Gorz (9. únor 1923 – 22. září 2007) byl francouzský a rakouský sociální filozof českého původu. Byl teoretikem hnutí Nové levice, proponentem politické ekologie, a spoluzakladatelem týdeníku Nouvel Observateur.
Narodil se ve Vídni pod jménem Gerhard Hirsch židovskému otci a katolické matce, kteří v roce 1918 emigrovali z Moravy. Otec pracoval jako obchodník se dřevem. Matka, jejíž otec byl český operní zpěvák a dirigent, byla sekretářka. Za druhé světové války Gorz chodil do švýcarské školy (v obci Zuoz), po válce se stěhoval do Francie.
V padesátých letech začal pracovat jako novinář, pod pseudonymem Michel Bosquet a v roce 1964 spoluzakládal Nouvel Observateur.
Byl mu blízký existencialistický vztah k marxismu Jean-Paul Sartra, s nímž se seznámil už v roce 1946. Byl členem redakční rady Les Temps Modernes, vlivný časopis záložen Sartrem, až do Sartrovy smrti. Byl i přítelem Herberta Marcuse a Ivana Illicha.
Právě otázkám odcizení a osvobození se věnovaly jeho první knihy, které podepsal jako André Gorz. Zajímal se i o krizi práce.

## Dílo
- La morale de l'histoire (Seuil, 1959)
- Stratégie ouvrière et néocapitalisme (Seuil, 1964)
- Le traître (Le Seuil, 1957 et Folio Essais, 2005. Dans cette édition se trouve l'Avant-propos de 1967)
- Le socialisme difficile (Seuil, 1967)
- Réforme et révolution (Seuil, 1969)
- Critique du capitalisme quotidien (Galilée, 1973)
- Critique de la division du travail (Seuil, 1973. Ouvrage collectif)
- Écologie et politique (Galilée, 1975)
- Écologie et liberté (Galilée, 1977)
- Fondements pour une morale (Galilée, 1977)
- Adieux au prolétariat (Galilée et Le Seuil, 1980)
- Les Chemins du Paradis (Galilée, 1983)
- Métamorphoses du travail (Galilée, 1988 et Folio Essais, 2004)
- Capitalisme Socialisme Écologie (Galilée, 1991)
- Misères du présent, richesse du possible (Galilée, 1997)
- L’immatériel (Galilée, 2003)
- Lettre à D. Histoire d'un amour (Galilée, 2006 ; rééd. Folio, 2008)
- Ecologica (Galilée, 2008)
- Le Fil rouge de l'écologie, Willy Gianinazzi (ed.), La Découverte, 2016)